# Tors kamp med Midgårdsormen
Tors kamp med Midgårdsormen (engelska: Thor Battering the Midgard Serpent) är en oljemålning av den schweizisk-brittiske konstnären Johann Heinrich Füssli (också känd under sitt engelska namn Henry Fuseli). Den målades 1790 och ingår i Royal Academy of Arts samlingar i London. 
Målningen skildrar den berömda historien om Tors fiskafänge som bland annat återberättas i Kvädet om Hymer. Där berättas hur Tor och jätten Hymer beger sig ut för att fiska. Som bete använder Tor ett stort tjurhuvud. När Midgårdsormen nappar uppstår en våldsam kamp som slutar med att Hymer skär av fiskelinan och Midgårdsormen försvinner ner i djupet. 
I Tors kamp med Midgårdsormen har Füssli avbildat Tor och Hymer i båten samt Oden vars huvud svävar bland molnen till vänster. Historien om Tors fiskafänge var känd i England efter Thomas Percys översättning av Paul Henri Mallets bok Introduction à l'histoire du Dannemarc från 1755 (på engelska 1770 som Northern Antiquities).
Füssli var en föregångare inom romantiken och målade framför allt motiv från mytologi och klassiska dramer av till exempel William Shakespeare. Tors kamp med Midgårdsormen var ett receptionsstycke inför Füsslis inval i Royal Academy of Arts. Eftersom han aktivt stödde franska revolutionen har målningen tolkats som en kommentar till de samtida händelserna i Paris. Den heroiskt kämpande Tor ska enligt denna tolkning symbolisera det franska folket och Midgårdsormen ancien régime.